# Silofahrzeug

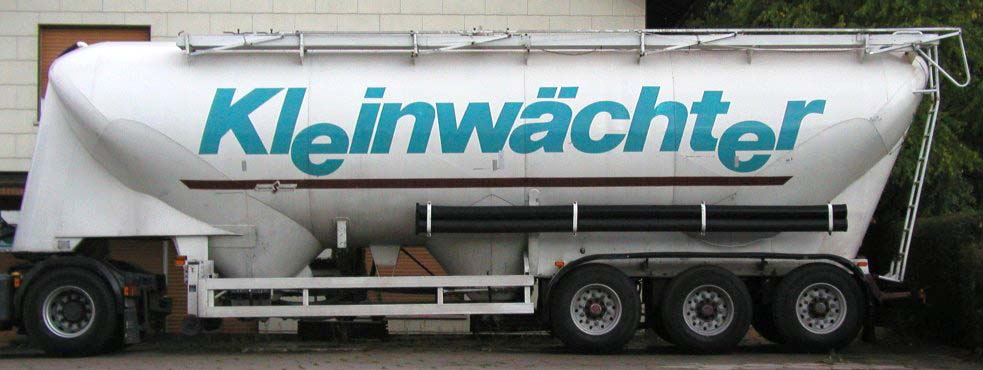
Euterfahrzeug

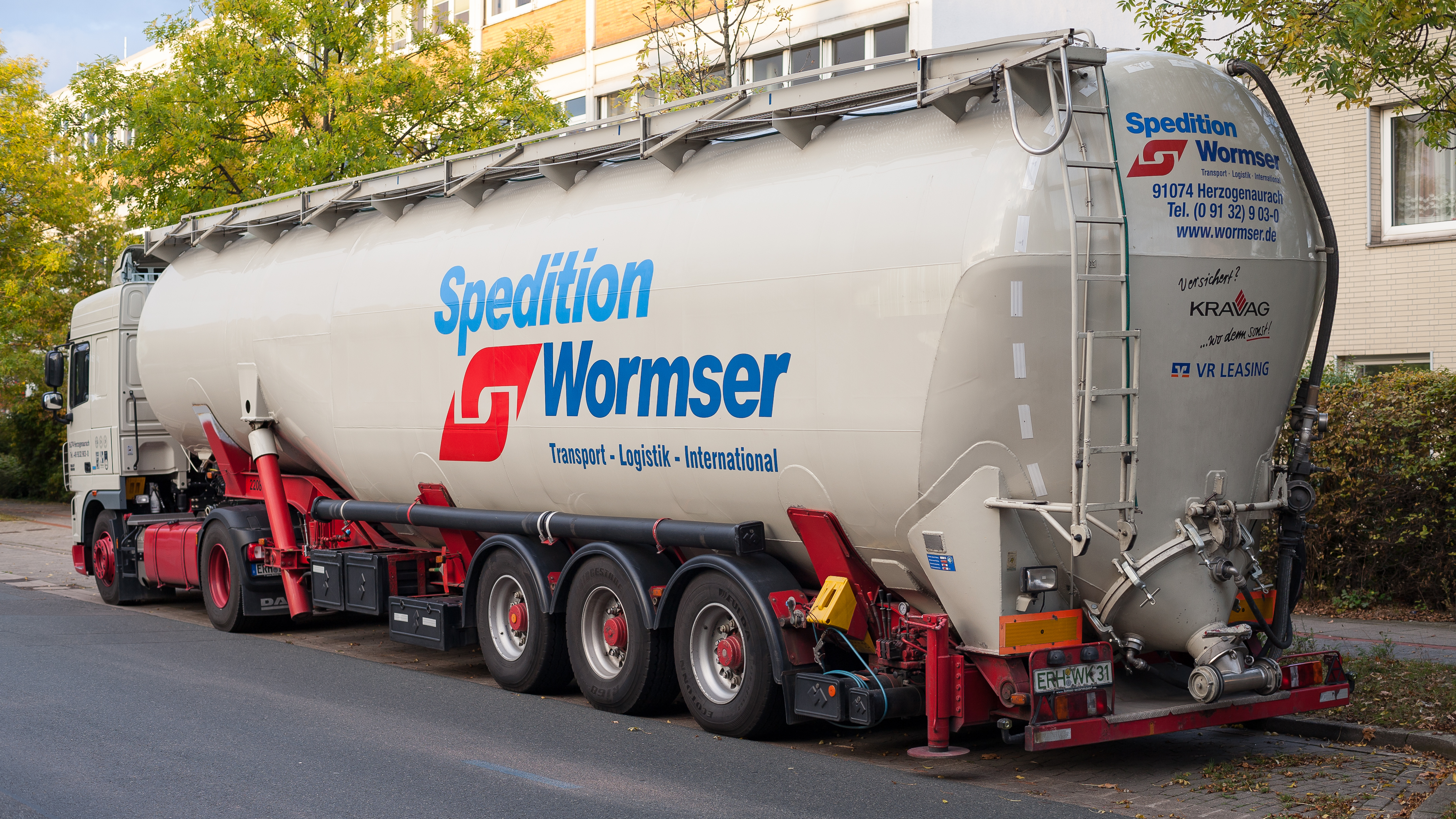
Kippsilo

Als Silofahrzeug bezeichnet man eine Aufbauart eines Lastkraftwagens bzw. Sattelschlepper-aufliegers zum Transport von rieselfähigem Schüttgut. Charakteristisch für diese Bauart ist, dass das Transportgut in speziellen Behältern aufgenommen wird, deren Entleerung durch Auslauftrichter zumeist mit Unterstützung durch Druckluft erfolgt. Es gehört zu den Tankfahrzeugen.
Vom Silowagen zu unterscheiden ist der Saugwagen (Saug-Druck-Tankfahrzeug), der für flüssiges bis feinstkörniges Transportgut optimiert ist und teils mit druckfesten Tanks ausgestattet ist.

## Aufbau der Fahrzeuge

### Das Fahrzeug

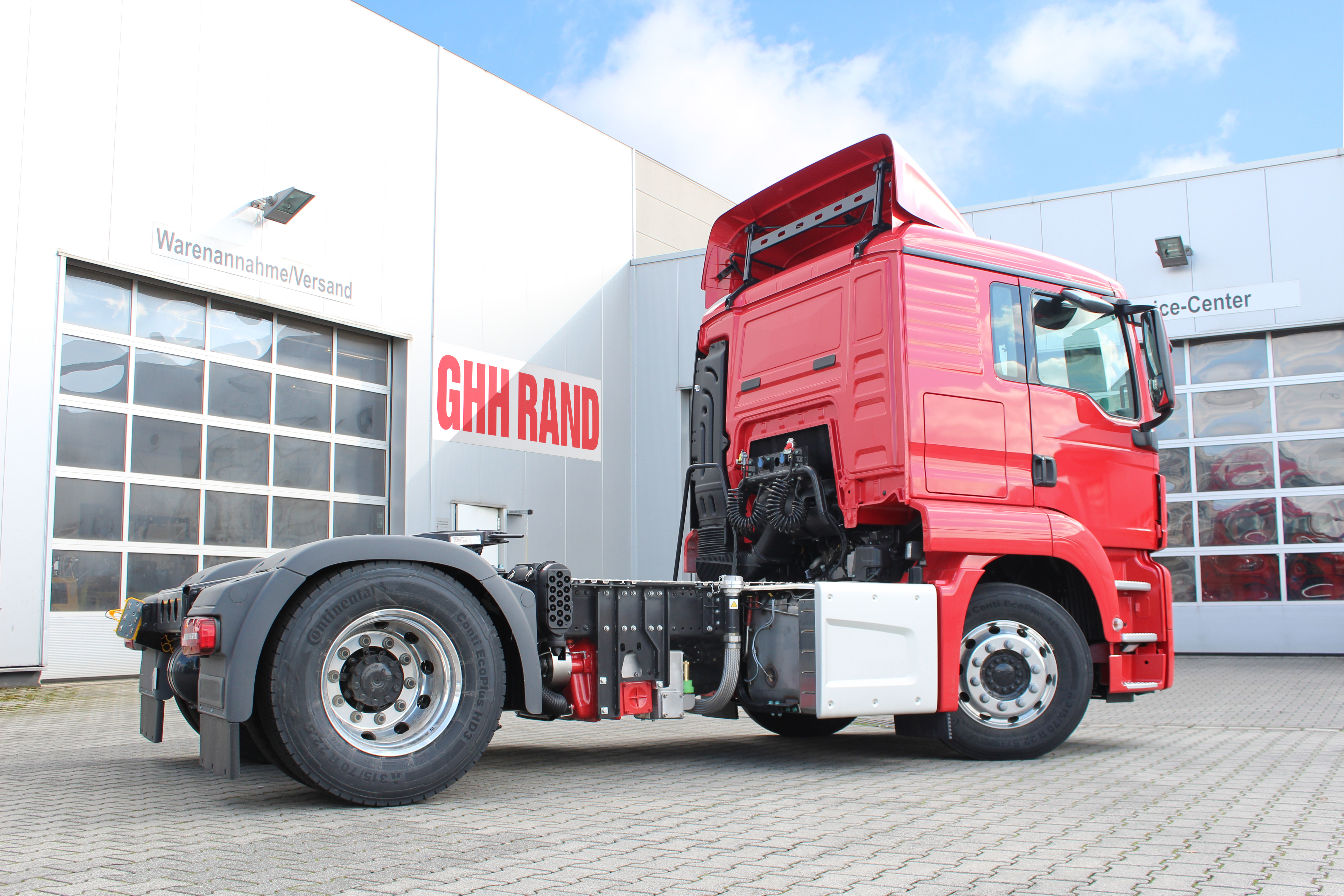
Silo-LKW mit Schraubenkompressor zur Entladung von Schüttgut

Eine Besonderheit bei Silofahrzeugen und Tankwagen im Gegensatz zu anderen Lkw-Aufbauten ist neben der runden Bauform die Möglichkeit den Aufbau zu begehen:
Die Fahrzeuge besitzen am Heck eine Klappleiter (meist in Fahrtrichtung links), die es ermöglicht, das Fahrzeug zu besteigen. Auf dem Fahrzeug befindet sich dann ein Sicherheitslaufrost und ein Scherenklappgeländer über die gesamte Behälterlänge. Dadurch kann der gesamte Kessel begangen und damit auch alle Einfülldome erreicht werden.
Das Zugfahrzeug verfügt zumeist über eine eigene Kompressoreinheit mit Schalldämpfer und Luftkühler, um den nötigen Überdruck für die Entladung erzeugen zu können.
Sattelzugmaschinen, die auch Kipper ziehen sollen, werden zusätzlich mit einer Hydraulikanlage (bestehend aus Hydraulikpumpe und Tank) ausgestattet, um den hydraulischen Hebezylinder bedienen zu können. Die Pumpe wird über den Nebenantrieb des Zugfahrzeugs, in vielen Fällen auch elektrisch über die Batterie des Zugfahrzeuges betrieben. Bei elektrischem Betrieb der Hydraulikpumpe, die meist am Siloauflieger angebracht ist, muss über ein 2-poliges Kabel eine Verbindung zwischen Batterie (Zugfahrzeug) und der Pumpe hergestellt werden. Dafür befinden sich am Zugfahrzeug sowie am Auflieger spezielle Steckverbindungen.

### Der Kessel
Silokessel sind in der Regel – nicht zuletzt wegen des Gewichtes – aus Aluminium, genauer einer Aluminium-Knetlegierung (AlMg 3 bzw. 4,5-Mn) gefertigt. Die Wandstärken bei Aluminiumkesseln liegen in der Regel bei 5 mm. In seltenen Fällen werden die Behälter auch aus Stahl gefertigt.
Seit kurzem gibt es Versuche, Silobehälter komplett aus Kunststoff zu fertigen. Sie sind wesentlich leichter als konventionell gefertigte Behälter.
Anders als bei Tankwagen haben Silofahrzeuge nur sehr selten eine Verkleidung. In Ausnahmefällen ist es notwendig, den Silobehälter zu isolieren. Dann werden sie, wie beim Tankfahrzeug, mit Blechen aus rostfreiem Stahl verkleidet. Die Verkleidungen sind aber wegen der komplizierteren Form des Behälters ungleich aufwendiger gestaltet.

## Bauarten
Als wesentliche Bauarten sind zu nennen:

### Kippsilo

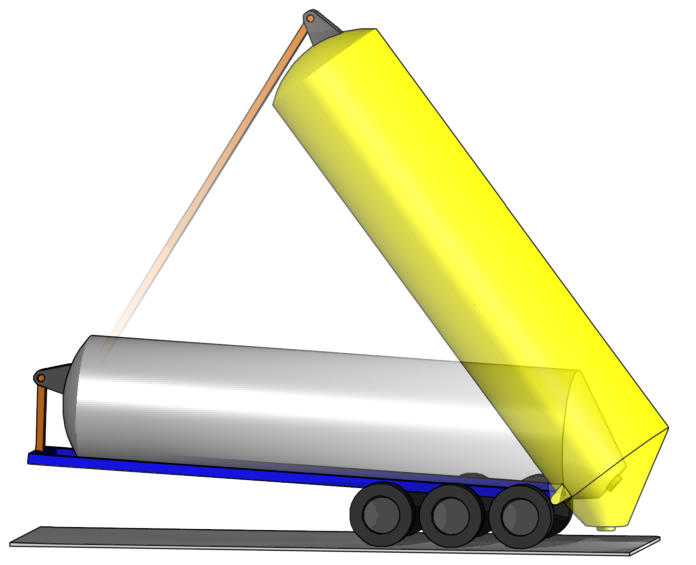
Kippsilo-Auflieger in Fahr- und Entladestellung

In Kippsilo-Bauart werden Sattelschlepper-Auflieger, Lkw-Aufbauten und Lkw-Anhänger gebaut. Charakteristisch ist ein zylindrischer Behälter, der – ähnlich wie bei Tankwagen – nahezu waagerecht auf dem Chassis liegt. Im Gegensatz zum Tankwagen wird der Behälter zur Entleerung, je nach Rutschfähigkeit des Materials, ca. 45° hochgekippt, bis max. ca. 60°, so dass das Transportgut durch die Schwerkraft zum Mannloch oder durch den Auslaufstutzen rutscht.
Diese Bauart wird zum Transport von Zucker, Kunststoffgranulat und anderen pulverförmigen Stoffen verwendet.

### Euterfahrzeug

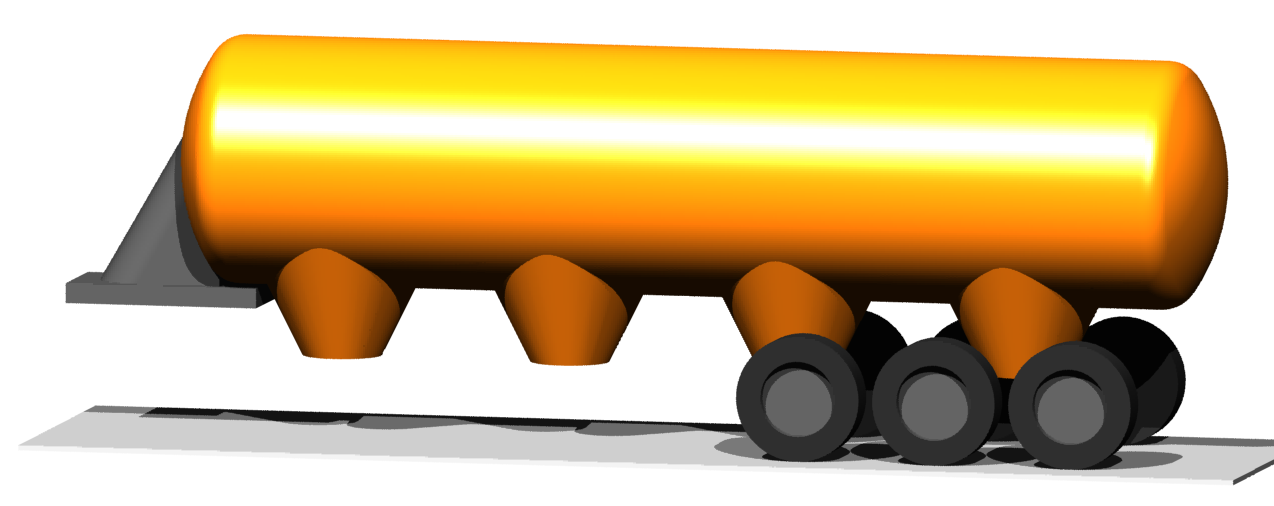
Auflieger der Bauart Euterfahrzeug (schematisch)

Das sog. Euterfahrzeug (auch liegendes Silo genannt) erhält seine typische Form durch die geometrische Kombination des annähernd zylindrischen Mantels mit den kegeligen Auslauftrichtern. Diese Bauform wird sowohl als Sattelschlepper-Auflieger, Lkw-Anhänger als auch als direkter Lastwagenaufbau ausgeführt. Selten findet sie auch als Aufbau für Bahnwaggons Verwendung. Typischerweise werden Auflieger in selbsttragender Bauweise gebaut, also ohne ein Traggestell, auf dem der Behälter aufliegt.
In Sonderfällen werden die einzelnen Segmente durch Druckböden getrennt, so dass unterschiedliche Transportgüter separiert werden können. Nahezu immer hingegen werden sogenannte Schwallwände im Kessel eingebaut. Diese sind drucklos und dienen lediglich dazu, ein Schwappen des Inhalts – was die Führung des Fahrzeugs erheblich erschweren würde – zu verhindern.
Wird ein Wiegesystem integriert, können die Vorteile der selbsttragenden Bauweise nicht genutzt werden, da zur Entkopplung ein zusätzliches Chassis benötigt wird.
Diese häufig anzutreffende Bauform wird u. a. für den Transport von Mehl, Getreide, Futtermittel und Zement genutzt.

### Banane

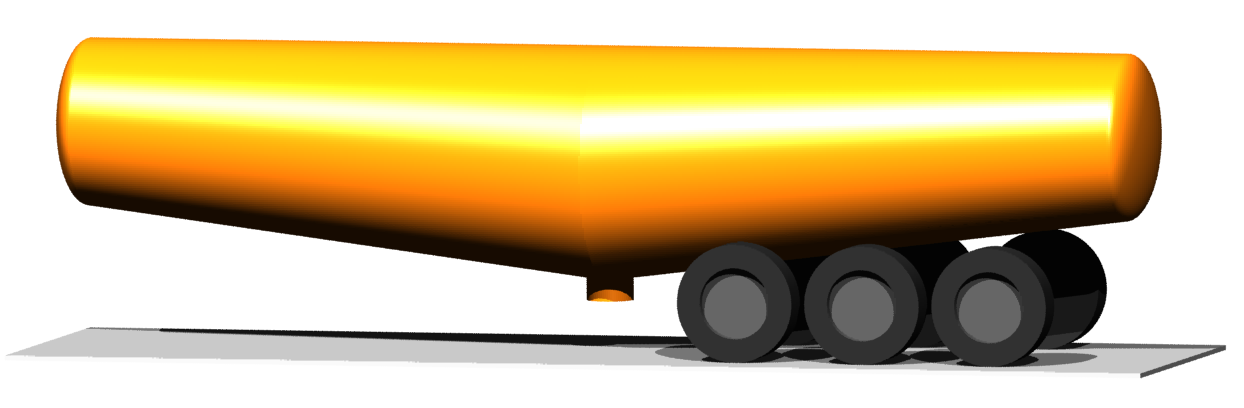
Auflieger der Bauart Banane (schematisch)

Die Bananenform ergibt sich aus der Bauart, die aus zwei aneinandergesetzten Kegeln entsteht. Sie ist nur noch selten anzutreffen. Der Einsatzbereich liegt im Zement- und Kohlenstaub-Transport.

## Be- und Entladung
Die Beladung von Silofahrzeugen erfolgt über Trichter auf der Oberseite des Fahrzeuges. Dazu werden die Deckel der sogenannten Einfülldome geöffnet und das Transportgut kann per Schwerkraft eingefüllt werden. Die Einfülldome – auch Mannlöcher genannt – haben in der Regel einen Durchmesser von 450 mm und werden entweder per Klappdeckel oder Schiebedeckel verschlossen. Die Entladung erfolgt meist durch Förderluft. Förderluft ermöglicht eine sehr schnelle Entladung, kann jedoch nicht bei Frachtgut eingesetzt werden, das den dadurch entstehenden Belastungen nicht gewachsen ist – z. B. Ruß.
Eine Sonderform ist das Vakuumfahrzeug, auch Saugwagen genannt. Es kann mit Unterdruck auch zum Absaugen von Gütern verwendet werden. Da der Unterdruck wesentlich mehr Probleme bereitet als der normale Entladeüberdruck, müssen diese Fahrzeuge speziell ausgestattet sein. Unterdruckfahrzeuge erkennt man meist an den charakteristischen vertikalen Ringen, welche sich über den gesamten Kessel ziehen und zur Stabilisierung dienen.
Einsatz finden diese Fahrzeuge zum Beispiel beim Absaugen von Fehl-/Falschlieferungen bzw. beanstandeter Ware. Nicht zuletzt wegen des Mehrgewichtes und den höheren Investitions- und Unterhaltungskosten kann man diese Fahrzeuge eher selten antreffen.
Bei der Entladung mit Förderluft wird durch einen im Fahrzeug mitgeführten Kompressor oder durch eine externe pneumatische Förderung komprimierte Luft durch ein Rohrsystem geleitet. Dazu wird das gesamte Silo unter Druck gesetzt, maximal 2 bar. Die Fracht rieselt in diesen Luftstrom, der an dem Auslass des Silos in Rohren vorbeigeblasen wird und dabei die Fracht mitreißt (Flugstromförderung) oder vorwärts drückt (Dichtstromförderung). Die Vorteile dieser Entlademethode sind zum einen die hohe Entladegeschwindigkeit sowie die Möglichkeit, die Ladung direkt in Lagersilos blasen zu können. Teilweise ist eine Entladung sonst gar nicht möglich, da das Ladegut nicht von selbst durch Schwerkraft herausrieseln würde.
Spezielle Ladegüter, die von Natur aus stark zusammenhaften, z. B. Mehl, Salz, Zement und andere staubförmige Produkte, benötigen zur Auflockerung zusätzlich sogenannte „Tücher“ bzw. „Matten“. Diese sind direkt vor dem Auslass im Silo montiert und blasen durch ein starkes fluitex-Gewebe die Druckluft in das Produkt und lockern es so auf, sodass es sich löst und in den Auslass fällt. Eine Fahrzeugbaufirma in den Niederlanden baut auch Silofahrzeuge, bei deren Entleerung keine Tücher und Matten gebraucht werden.
Neben den Auflockerungstüchern gibt es seit einigen Jahren bei Silokippern die Möglichkeit, das geladene Gut über Edelstahleinsätze aufzulockern. Der Edelstahleinsatz sitzt an der gleichen Stelle im Entleerungstopf wie die Tücher und besitzt ringsum kleine Öffnungen, über die die Druckluft einströmen kann. Der Vorteil gegenüber Tüchern liegt im geringeren Verschleiß und der besseren Möglichkeit der Reinigung.
Außerdem gibt es die Möglichkeit, am Ende der sogenannten Entleerungsleitung neben einem Schauglas auch eine Schub- oder Ringdüse zu montieren. Das Schauglas dient dazu, die Förderung des Gutes zu überwachen und kontrollieren. Schub- bzw. Ringdüse beschleunigen und verbessern den Entladevorgang, indem noch einmal zusätzliche Luftmenge in den Förderstrom eingebracht wird. Dies ist besonders bei länger zu überbrückenden Entfernungen zwischen Silofahrzeug und Lagersilo sinnvoll.
Zusätzlich zur Druckluft können am Fahrzeug pneumatisch betriebene Rüttler montiert werden. Diese werden bei Bedarf zugeschaltet, um eventuell im Kessel anhaftendes Material besser zu lösen. Neben zusätzlich benötigten Luftleitungen und den recht kostenintensiven Rüttlern selbst erhöht sich jedoch auch die Gefahr von Beschädigungen am Behälter bei falschem oder übermäßigem Einsatz.
Die Entladezeit eines mit 27 t voll beladenen Silozuges durch Ausblasen beträgt zwischen 25 Minuten (Zement) und über drei Stunden (Salze) und ist stark abhängig von der Länge der Rohrleitungen, der Höhe der Lagersilos und vom geladenen Produkt. So wird heute häufig fertig gemischter Trockenmörtel direkt zur Baustelle transportiert und dort in kleine Lagersilos, die manchmal im zu errichtenden Gebäude stehen, eingeblasen. Die Entladezeit dort kann bis zu fünf Stunden betragen, bei Transportrohren von über 100 m Länge.
Neben der druckluftbetriebenen Entladung kommt auch (seltener) die Entladung per Schwerkraft zum Einsatz. Bei liegenden Fahrzeugen geschieht dies über sogenannte Freifallklappen unter dem Kessel an den Auslauftrichtern (Entleerungstöpfen). Sie haben meist einen größeren Durchmesser (DN150 / DN200) als die Entleerungsleitung für Druckluft (DN80/DN100). Zum Entladen werden diese Klappen einfach geöffnet und das Ladegut kann in darunterliegende Auffangbehälter (meist unterirdische Silos) frei fallen.
Wichtig hierbei ist das Öffnen der Einfüllöffnungen an der Oberseite des Kessels, der sogenannten Domdeckel, da anderenfalls der entstehende Unterdruck den Kessel beschädigen kann. Gleiches ist beim Entladen von Kipp-Silo-Sattelaufliegern zu beachten. Da ein Vakuumschaden mit nicht unerheblichen Reparaturkosten verbunden ist, kommen vereinzelt auch Vakuumventile zum Einsatz, die ein Vakuum im Kessel verhindern. Aufgrund der recht hohen Anschaffungskosten wird jedoch oft darauf verzichtet und auf den sachgerechten Umgang beim Entladen vertraut.

## Wartung und wiederkehrende Prüfungen

### Sicherheitsüberprüfungen
Neben der normalen Hauptuntersuchung fallen bei einem Silofahrzeug zusätzliche Prüfungen an. Die Kessel sind Druckbehälter und können als überwachungsbedürftige Anlagen, gemäß Betriebssicherheitsverordnung eingestuft werden. In diesem Fall sind laut § 15 in Verbindung mit § 17 BetrSichV Anhang 5 Nr. 10 alle zwei Jahre äußere Prüfungen und alle 5 Jahre innere Prüfungen durchzuführen. Eine Sonderregelung gestattet es, bei Behältern für staubförmige und körnige Güter auf die wiederkehrenden Festigkeits- bzw. Druckprüfungen zu verzichten (siehe auch Abschnitt Wartung).

### Wartung
Gerade beim Transport von Mehl kommt es naturgemäß zu Ablagerungen von Schimmel und anderen Verunreinigungen im Kessel. Neben dem trockenen Ausfegen des Behälters lassen viele Fahrzeugbetreiber ihre Fahrzeuge daher regelmäßig spülen. Dabei werden der gesamte Kessel sowie Entladeschläuche und sonstiges Entladezubehör, das mit dem Ladegut in Kontakt kommt, unter anderem auch mit Hochdruckreinigern gesäubert. Ein Problem dieser regelmäßigen, nassen Reinigungen besteht in den feuchten Rückständen. Durch die Restfeuchte kann es beim Fördergut zu Verklumpungen kommen (insbesondere bei hydraulischen Bindemitteln wie Zement), was den Entleerungsprozess wiederum nachteilig beeinflusst. Daher ist es wichtig, auf eine möglichst optimale Trocknung des Kessels zu achten. Neben dem nachteiligen Effekt der Feuchtigkeit in den Entleerungsleitungen selbst leiden auch die Tücher unter dieser Reinigung, da das feuchte Gewebe sich sehr leicht und hartnäckig mit dem Ladegut zusetzt. Die Tücher können bei liegenden Fahrzeugen auch vor der Spülung nicht entnommen werden, da diese fest mit den Entleerungstöpfen verbunden sind und der Ausbau nicht wirtschaftlich wäre.
Nach der Reinigung, die möglichst in einer wasserrechtlich genehmigten Spülstelle erfolgen soll, wird in der Regel eine Reinigungsbescheinigung erstellt. Auf dieser wird mindestens das letzte Ladegut, die Art der Reinigung und das Fahrzeugkennzeichen (bei Silocontainern die Containernummer) vermerkt. Eine besondere Art der Reinigungsbescheinigung ist das ECD (European Cleaning Document), das nur von durch die EFTCO (Europäischer Tankreinigungsverband) zertifizierten Tankreinigungen ausgestellt werden darf.
Die meisten Unternehmen/Verlader der chemischen Industrie als auch einige der Lebensmittelindustrie verweigern eine Beladung von Silofahrzeugen, wenn keine Reinigungsbescheinigung vorgelegt werden kann. Gründe hierfür sind Vermischungsschäden sowie hygienische Gründe. Für Rohprodukte der Viehfutterproduktion gelten besondere Anforderungen an die Reinigung (GMP-Zertifizierung).
Neben der Pflege des Kessels müssen regelmäßig Verschleißteile, vor allem Dichtungen, häufig verwendete Verschraubungen und Absperrvorrichtungen ausgetauscht werden. Bei Fahrzeugen, die Lebensmittel transportieren (vornehmlich Mehl), kommen ausschließlich weiße Dichtungen zum Einsatz. Bei anderen Transportgütern (beispielsweise Baustoffen) werden in Absperrvorrichtungen und Leitungen auch schwarze Dichtungen verwendet, welche meist um einiges preiswerter sind als weiße. Gleiches gilt für die mitgeführten Entleerungsschläuche.
Da Silos Druckkesselanlagen sind, müssen sie regelmäßig durch Sachverständige (TÜV, DEKRA und andere) geprüft werden. Dabei wird zwischen innerer und äußerer Prüfung unterschieden. Je nach Prüfung wird der Silobehälter einer äußeren Sichtprüfung unterzogen (Risse an Schweißnähten, Verformungen usw.), bei der inneren Prüfung wird noch eine Druckprüfung sowie eine Prüfung der Sicherheitseinrichtungen wie z. B. der Überdruckventile vorgenommen.